# Bogdan III
Bogdan III Ślepy, zwany też Jednookim (rum. Bogdan cel Chior; ur. 1478, zm. 1517) – hospodar mołdawski w latach 1504–1517 z dynastii Muszatowiczów.
Był synem i następcą hospodara Stefana Wielkiego. Już za życia ojca otrzymał od niego w zarząd południową część kraju z ośrodkiem w Bakowie. Po śmierci Stefana Wielkiego i objęciu tronu hospodarskiego próbował kontynuować politykę ojca utrzymywania niezależności i integralności kraju.

## Wojny z Polską
Początkowo wsparcia w zamiarze uniezależnienia się do Imperium Osmańskiego szukał w Polsce, w 1505 ustępując z zajętego przez ojca kilka lat wcześniej Pokucia i planując małżeństwo z Elżbietą Jagiellonką. Gdy jednak do małżeństwa tego nie doszło z powodu zerwania przez Polaków zawartego układu, stosunki polsko-mołdawskie pogorszyły się gwałtownie i w następnych latach, gdy Bogdan związał się z Turcją, doszło do licznych najazdów i utarczek, a ostatecznie jego wojsko zostało rozbite pod Chocimiem przez hetmana Mikołaja Kamienieckiego.
Jego wojna z Polską została opisana przez Kazimierza Pułaskiego. W czasie oblężenia Lwowa w roku 1509 wojska Bogdana spaliły kościół i klasztor bernardynów, bezskutecznie oblegał Kamieniec Podolski. Konflikt zakończyło podpisanie 23 stycznia 1510 roku traktatu pokojowego w Kamieńcu Podolskim, mocą którego Bogdan zrezygnował ze starania się o rękę Elżbiety a sporna sprawa Pokucia została oddana do rozstrzygnięcia Władysławowi węgierskiemu.

## Zależność od Turcji
W późniejszym okresie kraj Bogdana dotknęło kilka najazdów tatarskich, walczył również z Wołoszczyzną. W 1513 musiał potwierdzić zwierzchnictwo tureckie nad Mołdawią, z czym wiązało się dwukrotne podwyższenie płaconego haraczu.
Następcą Bogdana został jego nieślubny syn Stefan Młody zwany Ștefăniță, na tronie mołdawskim zasiadał też potem inny z jego nieślubnych potomków, Aleksander Lăpușneanu.